# دوشان ستيفيتش
دوشان ستيفيتش (بالصربية: Душан Стевић)‏ هو لاعب كرة قدم صربي في مركز الوسط، ولد في 17 يونيو 1995 في بروس في صربيا. لعب مع FK Šumadija 1903 ‏.

## وصلات خارجية
- دوشان ستيفيتش على موقع قاعدة بيانات كرة القدم.إي يو (الإنجليزية)
- دوشان ستيفيتش على موقع Soccerbase.com (لاعب) (الإنجليزية)
- دوشان ستيفيتش على موقع Soccerway.com (الإنجليزية)
- دوشان ستيفيتش على موقع عالم كرة القدم.نت (الإنجليزية)